# Мащенко Данил Юрійович
Данил Юрійович Мащенко (30 вересня 2002, Буча, Київська область) — український футболіст, крайній захисник клубу «Нимме Калью».

## Біографія
Вихованець ДЮСШ Бучі та київської школи «Зміна-Оболонь». За «Зміну-Оболонь» за чотири сезони зіграв 87 матчів та забив 5 голів у різних лігах ДЮФЛУ. 2019 року приєднався до академії «Динамо». У складі «Динамо» виступав за команду 19-річних, зіграв 25 матчів і забив один гол, ставав чемпіоном (2019/20) та віце-чемпіоном (2020/21) першості України до 19 років. У травні 2021 року провів єдиний матч за команду 21-річних динамівців. Викликався до збірної України серед 18-річних, але в офіційних матчах не грав.
Влітку 2021 року перейшов до клубу першої ліги України «Прикарпаття» з Івано-Франківська, дебютував у новому клубі у матчі Кубка України 23 вересня 2021 року проти «Чорноморця» (1:4). У рамках першої ліги зіграв два матчі, в обох виходив на заміни наприкінці гри.
У 2023 році приєднався до дебютанта вищої ліги Естонії «Хар'ю». Перший матч у чемпіонаті зіграв 19 березня 2023 проти «Нимме Калью», замінивши на 81-й хвилині Каспара Ріімуссаара. Усього за сезон провів 28 матчів у чемпіонаті, а його команда фінішувала останньою.
У 2024 році перейшов в інший естонський клуб, «Нимме Калью». У його складі 2 березня 2024 року забив свій перший гол у вищій лізі — у ворота «Куресааре».

## Титули і досягнення
- Володар Кубка Естонії (1):

«Нимме Калью»: 2024-25